# Вайер (Верхняя Австрия)
Вайер (нем. Weyer) — город в Австрии, в федеральной земле Верхняя Австрия.

## Политическая ситуация
Бургомистр коммуны — Герхард Раймунд Клаффнер (СДПА) по результатам выборов 2007 года.
Совет представителей коммуны (нем. Gemeinderat) состоит из 31 места.
- СДПА занимает 16 мест.
- АНП занимает 10 мест.
- Партия WBL занимает 5 мест.